# Príncipe de Liechtenstein
El príncipe de Liechtenstein (en alemán Landesfürst, literalmente ‘príncipe soberano’) es el título que se emplea para designar a los soberanos de Liechtenstein, que no ostentan el título de rey, dado que son soberanos de un principado, y ostentan el tratamiento de su alteza serenísima.
En Liechtenstein hay una monarquía constitucional, cuyo soberano es un príncipe, y donde la soberanía del estado es compartida, entre el príncipe y los ciudadanos.
La casa del príncipe de Liechtenstein es una de las familias nobles más antiguas. El portador de este apellido, Hugo de Liechtenstein, ha sido mencionado por primera vez en 1136; por aquel entonces Hugo de Weikersdorf contrajo matrimonio con la hija y heredera de Haderico III, señor de Liechtenstein y Mödling.
Enrique I de Liechtenstein (1216-1265), obtuvo el señorío de Nikolsburg en Moravia Meridional, en el este. La adquisición fue de gran importancia política, porque la familia obtuvo así una posesión importante en el territorio de la Corona de San Venceslao. También obtuvo el señorío de Petronell.
La importancia de esta adquisición se demostró en 1394, cuando el barón Juan I de Liechtenstein-Nikolsburg (fallecido en 1397), después de casi 30 años de negociaciones con el gobierno en nombre del duque Alberto III de Austria, para quien ejercía de mayordomo en la corte, se convirtió en víctima de los esfuerzos políticos de los austriacos, y renunció a todo.
Durante las décadas siguientes, con su familia buscó ganarse posesiones en la Baja Austria. El dominio se extendió aún más en Moravia Meridional en particular. En el siglo XIII la familia estaba dividida en tres líneas:
- Liechtenstein
- Rohrauer
- Petroneller

Las dos últimas ya no estaban más para la próxima generación y, en consecuencia, se perdió gran parte de la propiedad familiar. Una división más de la línea de la familia se hizo a comienzos del siglo XVII, al formarse tres líneas más:
- Steyregger
- Feldsberger
- Nikolsburger

Solo la línea de Feldsberger sobrevivió más de unas pocas generaciones, pero esta vez, considerando las leyes de familia, para asegurarse de que las propiedades sobreviviesen.
Entre los siglos XVII y XVIII, los hermanos Carlos, Maximiliano y Gundahario empezaron un nuevo período en la historia de la familia: se convirtieron al catolicismo. Carlos ganó el título de conde en 1606, y el rango hereditario de príncipe un par de años después. Sus hermanos recibieron el rango hereditario de príncipe imperial quince años más tarde. Los tres hermanos tuvieron éxito en la ampliación de las propiedades de la familia, y firmaron un pacto, que contenía la estipulación de que el hijo primogénito de la línea más antigua debería heredar el título y así representar a la familia como el regente de la casa.
La Casa de Liechtenstein fue situada por los Habsburgo. La victoria decisiva contra los rebeldes bohemios en 1620 fue conseguida gracias a la intervención de Carlos y Maximiliano. Desde que llegaron con el título de príncipe, la Casa se esforzó por tener nuevos territorios con inmediatez imperial, sin embargo, se aprovechó la oportunidad para adquirir los territorios del señorío de Schellenberg y el condado de Vaduz en 1699 y 1712 respectivamente.
A través de un diploma imperial, en 1719 los dos territorios se unificaron y ascendieron al actual rango de Principado de Liechtenstein, naciendo un nuevo microestado germánico para Europa Occidental.
Aunque el país tendía a ser un lugar de interés periférico en el siglo XIX (en ese momento la familia aún residía en Feldsberg -en la actual República Checa- y Viena), porque ocupaba una posición cada vez más central tras la consecución de la soberanía en 1806, y en el siglo XX se convirtió en la residencia de los príncipes reinantes. El príncipe Francisco José II de Liechtenstein (1906 - 1989) trasladó su residencia permanente a Vaduz en 1938. Todos los miembros de la familia que viven actualmente, descienden del príncipe Juan I José de Liechtenstein, quien falleció en 1836.
El príncipe Juan II de Liechtenstein, llegó a tener el segundo reinado más largo de la Historia y el más largo de forma consciente, llegando a celebrar el 70.º aniversario de su ascenso al trono, poco antes de su muerte.
Las disposiciones del presente convenio así como otras disposiciones se consolidaron en la nueva Constitución de la Casa Principesca de Liechtenstein de fecha 26 de octubre de 1993, que constituye la base del derecho a la sucesión en el trono principesco.

## Lista depríncipessoberanos deLiechtenstein
| Imagen                                                               | Escudo | Nombre                             | Inicio                  | Finalización            | Consorte | Notas                                                                    |
| -------------------------------------------------------------------- | ------ | ---------------------------------- | ----------------------- | ----------------------- | --- | ------------------------------------------------------------------------ |
| Casa de Liechtenstein (1608-)                                        |        |                                    |                         |                         | |                                                                          |
|                                                                      |        | Carlos I (1569-1627)               | 20 de diciembre de 1608 | 12 de febrero de 1627   | Ana María Šemberová de Borskovic (1575-1625) casados en 1600                                                                 |                                                                          |
|                                                                      |        | Carlos Eusebio (1611-1684)         | 12 de febrero de 1627   | 5 de abril de 1684      | Juana Beatriz de Dietrichstein-Nikolsburg (1625-1676) casados en 1644                                                        | Menor de edad                                                            |
|                                                                      |        | Juan Adán I (1657-1712)            | 5 de abril de 1684      | 16 de junio de 1712     | Edmunda María de Dietrichstein-Nikolsburg (1652-1737) casados en 1681                                                        |                                                                          |
|                                                                      |        | José Venceslao (1696-1772)         | 16 de junio de 1712     | 12 de marzo de 1718     | Ana María de Liechtenstein (1699-1753) casados en 1718                                                                       |                                                                          |
|                                                                      |        | Antonio Florián (1656-1721)        | 12 de marzo de 1718     | 11 de octubre de 1721   | Eleonora Bárbara de Thun-Hohenstein (1661-1723) casados en 1679                                                              | Elevado a príncipe                                                       |
|                                                                      |        | José Juan Adán (1690-1732)         | 11 de octubre de 1721   | 17 de diciembre de 1732 | María Ana de Oettingen-Spielberg (1693-1729) casados 1716-1729 María Ana Kottulinska de Kottulin (1707-1788) casados en 1729 |                                                                          |
|                                                                      |        | José Venceslao (1696-1772)         | 17 de diciembre de 1732 | 6 de julio de 1745      | Ana María de Liechtenstein (1699-1753) casados en 1718                                                                       | Príncipe en tres ocasiones y regente del príncipe Juan Nepomuceno Carlos |
|                                                                      |        | Juan Nepomuceno Carlos (1724-1748) | 6 de julio de 1745      | 22 de diciembre de 1748 | María Josefa de Harrach-Rohrau (1727-1788) casados en 1744                                                                   | Menor de edad su tío Jose Wenceslao fue Regente entre 1732-1745          |
|                                                                      |        | José Venceslao (1696-1772)         | 22 de diciembre de 1748 | 10 de febrero de 1772   | Ana María de Liechtenstein (1699-1753) casados en 1718                                                                       |                                                                          |
|                                                                      |        | Francisco José I (1726-1781)       | 10 de febrero de 1772   | 18 de agosto de 1781    | María Leopoldina de Sternberg (1733-1809) casados en 1750                                                                    |                                                                          |
|                                                                      |        | Luis I (1759-1805)                 | 18 de agosto de 1781    | 24 de marzo de 1805     | Carolina de Manderscheid-Blankenheim (1768-1831) casados en 1783                                                             |                                                                          |
|                                                                      |        | Juan José I (1760-1836)            | 24 de marzo de 1805     | 20 de abril de 1836     | Josefa Sofía de Fürstenberg-Weitra (1776-1848) casados en 1792                                                               |                                                                          |
|                                                                      |        | Luis II (1796-1858)                | 20 de abril de 1836     | 12 de noviembre de 1858 | Francisca Kinsky de Wchinitz y Tettau (1813-1881) casados en 1831                                                            |                                                                          |
|                                                                      |        | Juan II (1840-1929)                | 12 de noviembre de 1858 | 11 de febrero de 1929   | - |                                                                          |
|                                                                      |        | Francisco I (1853-1938)            | 11 de febrero de 1929   | 25 de julio de 1938     | Isabel de Gutmann (1875-1947) casados en 1929                                                                                |                                                                          |
|                                                                      |        | Francisco José II (1906-1989)      | 25 de julio de 1938     | 13 de noviembre de 1989 | Georgina de Wilczek (1921-1989) casados en 1943                                                                              |                                                                          |
| Regencia de Juan Adán (26 de agosto de 1984-13 de noviembre de 1989) |        |                                    |                         |                         | |                                                                          |
|                                                                      |        | Juan Adán II (1945-)               | 13 de noviembre de 1989 | Presente                | María Kinsky de Wchinitz y Tettau (1940- 2021) casados en 1967                                                               | Título de consorte vacante desde 2021                                    |
| Regencia de Luis (15 de agosto de 2004-presente)                     |        |                                    |                         |                         | |                                                                          |

## Árbol genealógico
|         |         |         |         |         |         |                |                |                |                |                  |                  |                  |                  | Hartmann II      |                  |                 |                 |                  |                  |                   |                  |                  |                  |                    |                    |                    |                    |                    |                    |                 |                 |                 |                 |                        |                        |                        |                        |                        |                        |  |  |  |  |  |  |  |  |  |  |  |  |  |  |  |  |  |  |
|         |         |         |         |         |         |                |                |                |                |                  |                  |                  |                  |                  |                  |                 |                 |                  |                  |                   |                  |                  |                  |                    |                    |                    |                    |                    |                    |                 |                 |                 |                 |                        |                        |                        |                        |                        |                        |  |  |  |  |  |  |  |  |  |  |  |  |  |  |  |  |  |  |
|         |         |         |         |         |         |                |                |                |                |                  |                  |                  |                  |                  |                  |                 |                 |                  |                  |                   |                  |                  |                  |                    |                    |                    |                    |                    |                    |                 |                 |                 |                 |                        |                        |                        |                        |                        |                        |  |  |  |  |  |  |  |  |  |  |  |  |  |  |  |  |  |  |
|         |         |         |         |         |         | Carlos I       | Carlos I       | Carlos I       | Carlos I       | Carlos I         | Carlos I         |                  |                  |                  |                  |                 |                 |                  |                  |                   |                  | Gundahario       | Gundahario       | Gundahario         | Gundahario         | Gundahario         | Gundahario         |                    |                    |                 |                 |                 |                 |                        |                        |                        |                        |                        |                        |  |  |  |  |  |  |  |  |  |  |  |  |  |  |  |  |  |  |
|         |         |         |         |         |         | Carlos I       | Carlos I       | Carlos I       | Carlos I       | Carlos I         | Carlos I         |                  |                  |                  |                  |                 |                 |                  |                  |                   |                  | Gundahario       | Gundahario       | Gundahario         | Gundahario         | Gundahario         | Gundahario         |                    |                    |                 |                 |                 |                 |                        |                        |                        |                        |                        |                        |  |  |  |  |  |  |  |  |  |  |  |  |  |  |  |  |  |  |
|         |         |         |         |         |         | Carlos Eusebio | Carlos Eusebio | Carlos Eusebio | Carlos Eusebio | Carlos Eusebio   | Carlos Eusebio   |                  |                  |                  |                  |                 |                 |                  |                  |                   |                  | Hartmann III     | Hartmann III     | Hartmann III       | Hartmann III       | Hartmann III       | Hartmann III       |                    |                    |                 |                 |                 |                 |                        |                        |                        |                        |                        |                        |  |  |  |  |  |  |  |  |  |  |  |  |  |  |  |  |  |  |
|         |         |         |         |         |         | Carlos Eusebio | Carlos Eusebio | Carlos Eusebio | Carlos Eusebio | Carlos Eusebio   | Carlos Eusebio   |                  |                  |                  |                  |                 |                 |                  |                  |                   |                  | Hartmann III     | Hartmann III     | Hartmann III       | Hartmann III       | Hartmann III       | Hartmann III       |                    |                    |                 |                 |                 |                 |                        |                        |                        |                        |                        |                        |  |  |  |  |  |  |  |  |  |  |  |  |  |  |  |  |  |  |
|         |         |         |         |         |         |                |                |                |                |                  |                  |                  |                  |                  |                  |                 |                 |                  |                  |                   |                  |                  |                  |                    |                    |                    |                    |                    |                    |                 |                 |                 |                 |                        |                        |                        |                        |                        |                        |  |  |  |  |  |  |  |  |  |  |  |  |  |  |  |  |  |  |
|         |         |         |         |         |         | Juan Adán I    | Juan Adán I    | Juan Adán I    | Juan Adán I    | Juan Adán I      | Juan Adán I      |                  |                  | Felipe Erasmo    | Felipe Erasmo    | Felipe Erasmo   | Felipe Erasmo   | Felipe Erasmo    | Felipe Erasmo    |                   |                  |                  |                  |                    |                    |                    |                    |                    |                    | Antonio Florián | Antonio Florián | Antonio Florián | Antonio Florián | Antonio Florián        | Antonio Florián        |                        |                        |                        |                        |  |  |  |  |  |  |  |  |  |  |  |  |  |  |  |  |  |  |
|         |         |         |         |         |         | Juan Adán I    | Juan Adán I    | Juan Adán I    | Juan Adán I    | Juan Adán I      | Juan Adán I      |                  |                  | Felipe Erasmo    | Felipe Erasmo    | Felipe Erasmo   | Felipe Erasmo   | Felipe Erasmo    | Felipe Erasmo    |                   |                  |                  |                  |                    |                    |                    |                    |                    |                    | Antonio Florián | Antonio Florián | Antonio Florián | Antonio Florián | Antonio Florián        | Antonio Florián        |                        |                        |                        |                        |  |  |  |  |  |  |  |  |  |  |  |  |  |  |  |  |  |  |
|         |         |         |         |         |         |                |                |                |                |                  |                  |                  |                  |                  |                  |                 |                 |                  |                  |                   |                  |                  |                  |                    |                    |                    |                    |                    |                    |                 |                 |                 |                 |                        |                        |                        |                        |                        |                        |  |  |  |  |  |  |  |  |  |  |  |  |  |  |  |  |  |  |
|         |         |         |         |         |         |                |                |                |                | Manuel           | Manuel           | Manuel           | Manuel           | Manuel           | Manuel           |                 |                 | José Venceslao I | José Venceslao I | José Venceslao I  | José Venceslao I | José Venceslao I | José Venceslao I |                    |                    | Ana María          | Ana María          | Ana María          | Ana María          | Ana María       | Ana María       |                 |                 | José Juan Adán         | José Juan Adán         | José Juan Adán         | José Juan Adán         | José Juan Adán         | José Juan Adán         |  |  |  |  |  |  |  |  |  |  |  |  |  |  |  |  |  |  |
|         |         |         |         |         |         |                |                |                |                | Manuel           | Manuel           | Manuel           | Manuel           | Manuel           | Manuel           |                 |                 | José Venceslao I | José Venceslao I | José Venceslao I  | José Venceslao I | José Venceslao I | José Venceslao I |                    |                    | Ana María          | Ana María          | Ana María          | Ana María          | Ana María       | Ana María       |                 |                 | José Juan Adán         | José Juan Adán         | José Juan Adán         | José Juan Adán         | José Juan Adán         | José Juan Adán         |  |  |  |  |  |  |  |  |  |  |  |  |  |  |  |  |  |  |
|         |         |         |         |         |         |                |                |                |                |                  |                  |                  |                  |                  |                  |                 |                 |                  |                  |                   |                  |                  |                  |                    |                    |                    |                    |                    |                    |                 |                 |                 |                 |                        |                        |                        |                        |                        |                        |  |  |  |  |  |  |  |  |  |  |  |  |  |  |  |  |  |  |
|         |         |         |         |         |         |                |                |                |                | Francisco José I | Francisco José I | Francisco José I | Francisco José I | Francisco José I | Francisco José I |                 |                 |                  |                  |                   |                  |                  |                  |                    |                    |                    |                    |                    |                    |                 |                 |                 |                 | Juan Nepomuceno Carlos | Juan Nepomuceno Carlos | Juan Nepomuceno Carlos | Juan Nepomuceno Carlos | Juan Nepomuceno Carlos | Juan Nepomuceno Carlos |  |  |  |  |  |  |  |  |  |  |  |  |  |  |  |  |  |  |
|         |         |         |         |         |         |                |                |                |                | Francisco José I | Francisco José I | Francisco José I | Francisco José I | Francisco José I | Francisco José I |                 |                 |                  |                  |                   |                  |                  |                  |                    |                    |                    |                    |                    |                    |                 |                 |                 |                 | Juan Nepomuceno Carlos | Juan Nepomuceno Carlos | Juan Nepomuceno Carlos | Juan Nepomuceno Carlos | Juan Nepomuceno Carlos | Juan Nepomuceno Carlos |  |  |  |  |  |  |  |  |  |  |  |  |  |  |  |  |  |  |
|         |         |         |         |         |         |                |                |                |                |                  |                  |                  |                  |                  |                  |                 |                 |                  |                  |                   |                  |                  |                  |                    |                    |                    |                    |                    |                    |                 |                 |                 |                 |                        |                        |                        |                        |                        |                        |  |  |  |  |  |  |  |  |  |  |  |  |  |  |  |  |  |  |
|         |         |         |         | Luis I  | Luis I  | Luis I         | Luis I         | Luis I         | Luis I         |                  |                  |                  |                  |                  |                  | Juan I José     | Juan I José     | Juan I José      | Juan I José      | Juan I José       | Juan I José      |                  |                  |                    |                    |                    |                    |                    |                    |                 |                 |                 |                 |                        |                        |                        |                        |                        |                        |  |  |  |  |  |  |  |  |  |  |  |  |  |  |  |  |  |  |
|         |         |         |         | Luis I  | Luis I  | Luis I         | Luis I         | Luis I         | Luis I         |                  |                  |                  |                  |                  |                  | Juan I José     | Juan I José     | Juan I José      | Juan I José      | Juan I José       | Juan I José      |                  |                  |                    |                    |                    |                    |                    |                    |                 |                 |                 |                 |                        |                        |                        |                        |                        |                        |  |  |  |  |  |  |  |  |  |  |  |  |  |  |  |  |  |  |
|         |         |         |         |         |         |                |                |                |                |                  |                  |                  |                  |                  |                  |                 |                 |                  |                  |                   |                  |                  |                  |                    |                    |                    |                    |                    |                    |                 |                 |                 |                 |                        |                        |                        |                        |                        |                        |  |  |  |  |  |  |  |  |  |  |  |  |  |  |  |  |  |  |
|         |         |         |         |         |         |                |                | Luis II        | Luis II        | Luis II          | Luis II          | Luis II          | Luis II          |                  |                  |                 |                 |                  |                  |                   |                  |                  |                  | Francisco de Paula | Francisco de Paula | Francisco de Paula | Francisco de Paula | Francisco de Paula | Francisco de Paula |                 |                 |                 |                 |                        |                        |                        |                        |                        |                        |  |  |  |  |  |  |  |  |  |  |  |  |  |  |  |  |  |  |
|         |         |         |         |         |         |                |                | Luis II        | Luis II        | Luis II          | Luis II          | Luis II          | Luis II          |                  |                  |                 |                 |                  |                  |                   |                  |                  |                  | Francisco de Paula | Francisco de Paula | Francisco de Paula | Francisco de Paula | Francisco de Paula | Francisco de Paula |                 |                 |                 |                 |                        |                        |                        |                        |                        |                        |  |  |  |  |  |  |  |  |  |  |  |  |  |  |  |  |  |  |
|         |         |         |         |         |         |                |                |                |                |                  |                  |                  |                  |                  |                  |                 |                 |                  |                  |                   |                  |                  |                  |                    |                    |                    |                    |                    |                    |                 |                 |                 |                 |                        |                        |                        |                        |                        |                        |  |  |  |  |  |  |  |  |  |  |  |  |  |  |  |  |  |  |
| Juan II | Juan II | Juan II | Juan II | Juan II | Juan II |                |                | Francisco I    | Francisco I    | Francisco I      | Francisco I      | Francisco I      | Francisco I      |                  |                  | Enriqueta María | Enriqueta María | Enriqueta María  | Enriqueta María  | Enriqueta María   | Enriqueta María  |                  |                  | Alfredo            | Alfredo            | Alfredo            | Alfredo            | Alfredo            | Alfredo            |                 |                 |                 |                 |                        |                        |                        |                        |                        |                        |  |  |  |  |  |  |  |  |  |  |  |  |  |  |  |  |  |  |
| Juan II | Juan II | Juan II | Juan II | Juan II | Juan II |                |                | Francisco I    | Francisco I    | Francisco I      | Francisco I      | Francisco I      | Francisco I      |                  |                  | Enriqueta María | Enriqueta María | Enriqueta María  | Enriqueta María  | Enriqueta María   | Enriqueta María  |                  |                  | Alfredo            | Alfredo            | Alfredo            | Alfredo            | Alfredo            | Alfredo            |                 |                 |                 |                 |                        |                        |                        |                        |                        |                        |  |  |  |  |  |  |  |  |  |  |  |  |  |  |  |  |  |  |
|         |         |         |         |         |         |                |                |                |                |                  |                  |                  |                  |                  |                  |                 |                 |                  |                  |                   |                  |                  |                  |                    |                    |                    |                    |                    |                    |                 |                 |                 |                 |                        |                        |                        |                        |                        |                        |  |  |  |  |  |  |  |  |  |  |  |  |  |  |  |  |  |  |
|         |         |         |         |         |         |                |                |                |                |                  |                  |                  |                  |                  |                  |                 |                 |                  |                  | Luis              |                  |                  |                  |                    |                    |                    |                    |                    |                    |                 |                 |                 |                 |                        |                        |                        |                        |                        |                        |  |  |  |  |  |  |  |  |  |  |  |  |  |  |  |  |  |  |
|         |         |         |         |         |         |                |                |                |                |                  |                  |                  |                  |                  |                  |                 |                 |                  |                  |                   |                  |                  |                  |                    |                    |                    |                    |                    |                    |                 |                 |                 |                 |                        |                        |                        |                        |                        |                        |  |  |  |  |  |  |  |  |  |  |  |  |  |  |  |  |  |  |
|         |         |         |         |         |         |                |                |                |                |                  |                  |                  |                  |                  |                  |                 |                 |                  |                  | Francisco José II |                  |                  |                  |                    |                    |                    |                    |                    |                    |                 |                 |                 |                 |                        |                        |                        |                        |                        |                        |  |  |  |  |  |  |  |  |  |  |  |  |  |  |  |  |  |  |
|         |         |         |         |         |         |                |                |                |                |                  |                  |                  |                  |                  |                  |                 |                 |                  |                  |                   |                  |                  |                  |                    |                    |                    |                    |                    |                    |                 |                 |                 |                 |                        |                        |                        |                        |                        |                        |  |  |  |  |  |  |  |  |  |  |  |  |  |  |  |  |  |  |
|         |         |         |         |         |         |                |                |                |                |                  |                  |                  |                  |                  |                  |                 |                 |                  |                  | Juan Adán II      |                  |                  |                  |                    |                    |                    |                    |                    |                    |                 |                 |                 |                 |                        |                        |                        |                        |                        |                        |  |  |  |  |  |  |  |  |  |  |  |  |  |  |  |  |  |  |